# الجوهرة بنت عبد العزيز بن مساعد بن جلوي
```
الجوهرة بنت عبدالعزيز بن مساعد بن جلوي. والدها هو الامير عبد العزيز الذي كان أميرا على 
منطقة القصيم
 
ومنطقة حائل
.
[
1
]
```

## حياتها
هي من بيت (آل جلوي) ابنة الأمير (عبدالعزيز بن مساعد) أحد الأركان التي بُنيت عليها الدولة السعودية الثالثة وابنة خال الأمير محمد بن عبد العزيز وشقيقه الملك خالد.
والدتها هي طرفة بنت مساعد البتّال من آل بتّال، من الملاعبة من مطير، تزوجت من والدها عام 1339هـ، وأسرة البتّال موالية ومناصرة للدولة السعودية منذ القدم، فقد كان (بتّال) قائد جيوش الدولة السعودية في عُمان، وتوفي وهو في طريقه إلى الوشم برفقة الإمام تركي عام 1244هـ في وباء (أبو زويعة) الذي تفشَّى في تلك المنطقة وذهب ضحيته جمع من مرافقي الإمام. وكان عبدالله بن بتّال قائداً في الدولة السعودية الثانية حتى قُتل في معركة (جودة) 1287هـ تحت اللواء السعودي. ولما نادى الملك عبدالعزيز للجهاد، كان مساعد بن بتّال وجمعٌ من أبناء عمومته من أوائل من لبى نداءه من أهل العارض، ولم يتخلفوا عنه، وقُتل مساعد في معركة البكيرية عام 1322هـ، وأما محمد بن بتّال فقد تولى مناصب إدارية في الدولة، ومن ذلك إمارة القطيف ثم المجمعة ثم القصيم.

## الاسرة
تزوجت من الأمير نايف بن عبدالعزيز آل سعود في بداية السبعينيات الهجرية، وقد تولت الأميرة حصة بنت أحمد بن محمد السديري والدة الأمير نايف بن عبد العزيز آل سعود تجهيز بيت الأميرة الجوهرة؛ فقد كانت الأميرة حصة تحمل لِبنات الأمير عبدالعزيز بن مساعد بن جلوي آل سعود الكثير من المحبة والتقدير وتردد دائماً: الأولاد أولادي والبنات بناتي. وكان زواجها مع أختها الأميرة لولوة زوجة الأمير فهد بن محمد بن عبدالعزيز في ليلة واحدة.

## الابناء
- الأمير سعود بن نايف بن عبد العزيز آل سعود أمير المنطقة الشرقية.
- الأمير محمد بن نايف بن عبد العزيز آل سعود
- الأميرة نورة بنت نايف بن عبد العزيز آل سعود
- الأمير سارة بنت نايف بن عبد العزيز آل سعود

## أشقاؤها
- الأمير عبدالله أمير الحدود الشمالية الأسبق.
- الأميرة منيرة والدة الأمراء خالد وفهد وفيصل وتركي أبناء الأمير سلطان.
- الأميرة العنود والدة الأمراء فيصل ومحمد وسلطان وخالد أبناء الملك فهد.
- الأميرة سارة زوجة سعود بن عبدالله بن جلوي أمير الشرقية الأسبق.

## وفاتها
توفيت الجوهرة بنت عبد العزيز بن مساعد بن جلوي آل سعود فجر الجمعة الموافق 2 ذو القعدة 1440 هـ الموافق 5 يوليو 2019 وتمت الصلاة عليها مغرب يوم الجمعة في المسجد الحرام في مكة المكرمة، تلقى أبناء وبنات الفقيدة التعازي في قصر الأمير نايف بن عبد العزيز آل سعود بمحافظة جدة في حي الحمراء، من اليوم السبت ٣/ ١١/ ١٤٤٠هـ الموافق ٦/ ٧/ ٢٠١٩م، لمدة ثلاثة أيام، من بعد صلاة المغرب. وكان عزاء الرجال من البوابة الجنوبية، وعزاء النساء من البوابة الشمالية.